# Kevin Jenewein
Kevin Jenewein (* 11. August 1993) ist ein deutscher Sänger. Im April 2021 erreichte er den dritten Platz bei der 18. Staffel der Castingshow Deutschland sucht den Superstar (DSDS).

## Leben und Karriere
Jenewein stammt aus dem saarländischen Sulzbach-Hühnerfeld, besuchte die Sulzbacher Realschule und schloss eine Ausbildung zum Zimmerer erfolgreich ab. Der Saarländer nahm bereits an der 10. Staffel (2013) sowie an der 17. Staffel (2020) der RTL-Castingshow Deutschland sucht den Superstar teil, erreichte jeweils die Top 20, schied aber kurz vor den Liveshows aus.
Im Januar 2019 spielte Jenewein die Rolle des Dennis Kaiser in der kurzlebigen RTL-II-Seifenoper Chartbreaker – Die Casting-Soap.

### Familie
Jeneweins eineiiger Zwillingsbruder Timo ist auch gelegentlich als Sänger tätig. Beide sind Großcousins von Jasmin Herren.

## Diskografie
Singles
| Jahr | Titel Album | Höchstplatzierung, Gesamtwochen, AuszeichnungChartplatzierungen (Jahr, Titel, Album, Platzierungen, Wochen, Auszeichnungen, Anmerkungen) | Höchstplatzierung, Gesamtwochen, AuszeichnungChartplatzierungen (Jahr, Titel, Album, Platzierungen, Wochen, Auszeichnungen, Anmerkungen) | Anmerkungen                         |
| Jahr | Titel Album | DE | AT | Anmerkungen                         |
| ---- | ----------- | --- | --- | ----------------------------------- |
| 2021 | Hurricane – | DE68 (1 Wo.)DE | AT74 (1 Wo.)AT | Erstveröffentlichung: 3. April 2021 |

Weitere Singles
- 2019: Body Language (Produktion: RTL II)[4]
- 2020: Chase The Fog (Episode 1) (Produktion: Kelkito)[5]
- 2021: Bleibt für immer